# Пливање на Летњим олимпијским играма 2024 — 200 м мешовито за мушкарце
Трке на 200 метара мешовитим стилом за мушкарце на Летњим олимпијским играма 2024. одржале су се 1. августа (квалификације и полуфинале) и 2. августа (финале) на базену Дефанс арене у Паризу. Трка на 200 метара мешовитим стилом је тако по 13. пут била део званичног олимпијског програма од њеног званичног дебија на ЛОИ 1968. године. 
За трке у овој дисциплини било је пријављено 25 такмичара из 22 земље. 
Титулу олимписјког победника освојио је француски репрезентативац Леон Маршан, који је у финалу испливао и нови олимпијски рекорд у овој дисциплини, са временом од 1:54.06 минута. Сребрну медаљу је освојио Британац Данкан Скот, док је бранилац титуле из Токија 2024. Кинез Ванг Шуен заузео треће место и освојио бронзану медаљу.  

## Освајачи медаља
|                   | Резултат   |                   | Резултат |                 | Резултат |
|                   |            |                   |          |                 |          |
| Леон Маршан (FRA) | 1:54.06 ОР | Данкан Скот (GBR) | 1:55.31  | Ванг Шуен (CHN) | 1:56.00  |

## Званични рекорди
Пре почетка такмичења, званични рекорди у овој дисциплини су били следећи:
|                      | Име               | Резултат | Место         | Датум            |
| -------------------- | ----------------- | -------- | ------------- | ---------------- |
| Светски рекорд СР    | Рајан Локти (САД) | 1:54.00  | Шангај (Кина) | 28. јул 2011.    |
| Олимпијски рекорд ОР | Мајкл Фелпс (САД) | 1:54.23  | Пекинг (Кина) | 15. август 2008. |

Током трајања такмичења постављен је следећи рекорд:
| Датум     | Трка   | Пливач      | Репрезентација | Резултат | Рекорд |
| --------- | ------ | ----------- | -------------- | -------- | ------ |
| 2. август | Финале | Леон Маршан | Француска      | 1:54.06  | ОР     |

## Квалификационе норме
Квалификациона норма за учешће у овој дисциплини износила је 1:57.94 и сви пливачи који су испливали трку у том времену на неком од званичних такмичења у периоду између 1. марта 2023. и 23. јуна 2024, стекли су право да учествују на Ирама у Паризу. У случају да довољан број пливача нема испливану квалификациону норму, следећи параметар је било селекционо време од 1:58.93 секунди. Свака од земаља је имала право да учествује са по максимално два такмичара по дисциплини, под условом да оба такмичара имају испливану квалификациону норму. Одређен број учесничких квота је попуњен на основу специјалних позивница земљама које немају квалификованих спортиста у пливању.

## Резултати квалификација
Квалификационе трке у дисциплини 200 метара мешовитим стилом за мушкарце су пливане 1. августа у јутарњем делу програма, са почетком од 11.47 часова по локалном времену (UTC+2). У квалификацијама је учествовало 25 пливача из 22 земље, пливало се у 4 квалификационе групе, а директан пласман у полуфинале остварило је 16 пливача са најбољим резултатима.
| Пласман | Трка | Стаза | Пливач                  | НОК                       | Резултат | Нап. |
| ------- | ---- | ----- | ----------------------- | ------------------------- | -------- | ---- |
| 1.      | 4    | 6     | Даија Сето              | Јапан                     | 1:57.48  | КВ   |
| 2.      | 3    | 5     | Данкан Скот             | Уједињено Краљевство      | 1:57.77  | КВ   |
| 3.      | 3    | 4     | Леон Маршан             | Француска                 | 1:57.86  | КВ   |
| 4.      | 3    | 3     | Алберто Рацети          | Италија                   | 1:58.00  | КВ   |
| 5.      | 4    | 5     | Шејн Касас              | Сједињене Америчке Државе | 1:58.04  | КВ   |
| 6.      | 4    | 4     | Ванг Шуен               | Кина                      | 1:58.09  | КВ   |
| 7.      | 3    | 6     | Рон Полонски            | Израел                    | 1:58.30  | КВ   |
| 7.      | 4    | 3     | Томас Дин               | Уједињено Краљевство      | 1:58.30  | КВ   |
| 9.      | 3    | 7     | Жереми Депланш          | Швајцарска                | 1:58.46  | КВ   |
| 10.     | 2    | 4     | Карсон Фостер           | Сједињене Америчке Државе | 1:58.63  | КВ   |
| 11      | 2    | 6     | Луис Клербурт           | Нови Зеланд               | 1:58.84  | КВ   |
| 11      | 3    | 2     | Вилијам Петрик          | Аустралија                | 1:58.84  | КВ   |
| 13.     | 2    | 5     | Финлеј Нокс             | Канада                    | 1:58.97  | КВ   |
| 14.     | 4    | 2     | Томас Нил               | Аустралија                | 1:59.13  | КВ   |
| 15.     | 4    | 1     | Жуад Сјуд               | Алжир                     | 1:59.41  | КВ   |
| 16.     | 3    | 1     | Апостолос Папастамос    | Грчка                     | 2:00.79  | КВ   |
| 17.     | 2    | 7     | Берке Сака              | Турска                    | 2:01.99  |      |
| 18.     | 2    | 1     | Ерик Гордиљо            | Гватемала                 | 2:02.24  |      |
| 19.     | 4    | 8     | Томас Перибонио         | Еквадор                   | 2:03.40  |      |
| 20.     | 1    | 4     | Матео Матеос            | Парагвај                  | 2:03.45  |      |
| 21.     | 2    | 2     | Метју Сејтс             | Јужноафричка Република    | 2:04.01  |      |
| 22.     | 1    | 3     | Симон Башман            | Сејшели                   | 2:06.48  |      |
| 23.     | 1    | 5     | Естебан Нуњез дел Прадо | Боливија                  | 2:08.10  |      |
| 25.     | 2    | 3     | Уго Гонзалез            | Шпанија                   | НН       |      |
| 25.     | 4    | 7     | Габор Зомбори           | Мађарска                  | НН       |      |

## Резултати полуфинала
Полуфиналне трке су пливане 1. августа у вечерњем делу програма, са почетком од 21.47 часова по локалном времену. Директан пласман у финале остварило је 8 пливача са најбољим резултатима полуфинала.
| Пласман | Трка | Стаза | Пливач               | НОК                       | Резултат | Нап. |
| ------- | ---- | ----- | -------------------- | ------------------------- | -------- | ---- |
| 1.      | 2    | 5     | Леон Маршан          | Француска                 | 1:56.31  | КВ   |
| 2.      | 1    | 2     | Карсон Фостер        | Сједињене Америчке Државе | 1:56.37  | КВ   |
| 3.      | 1    | 4     | Данкан Скот          | Уједињено Краљевство      | 1:56.49  | КВ   |
| 4.      | 1    | 3     | Ванг Шуен            | Кина                      | 1:56.54  | КВ   |
| 5.      | 2    | 4     | Даија Сето           | Јапан                     | 1:56.59  | КВ   |
| 6.      | 1    | 6     | Томас Дин            | Уједињено Краљевство      | 1:56.92  | КВ   |
| 7.      | 1    | 5     | Алберто Рацети       | Италија                   | 1:57.10  | КВ   |
| 8.      | 2    | 1     | Финлеј Нокс          | Канада                    | 1:57.76  | КВ   |
| 9.      | 2    | 3     | Шејн Касас           | Сједињене Америчке Државе | 1:57.82  |      |
| 10.     | 1    | 7     | Вилијам Петрик       | Аустралија                | 1:58.13  |      |
| 11.     | 1    | 1     | Томас Нил            | Аустралија                | 1:58.77  |      |
| 12.     | 2    | 6     | Рон Полонски         | Израел                    | 1:58.89  |      |
| 13.     | 2    | 2     | Жереми Депланш       | Швајцарска                | 1:58.93  |      |
| 14.     | 2    | 7     | Луис Клербурт        | Нови Зеланд               | 2:00.06  |      |
| 15.     | 2    | 8     | Жуад Сјуд            | Алжир                     | 2:00.13  |      |
| 16.     | 1    | 8     | Апостолос Папастамос | Грчка                     | 2:01.02  |      |

## Резултати финала
Финална трка је пливана 2. августа у вечерњем делу програма, са почетком од 20.45 по локалном времену.
| Пласман | Стаза | Пливач         | НОК                       | Резултат | Нап.  |
| ------- | ----- | -------------- | ------------------------- | -------- | ----- |
|         | 4     | Леон Маршан    | Француска                 | 1:54.06  | ОР KР |
| 2       | 3     | Данкан Скот    | Уједињено Краљевство      | 1:55.31  |       |
| 3       | 6     | Ванг Шуен      | Кина                      | 1:56.00  |       |
| 4.      | 5     | Карсон Фостер  | Сједињене Америчке Државе | 1:56.10  |       |
| 5.      | 7     | Томас Дин      | Уједињено Краљевство      | 1:56.46  |       |
| 6.      | 1     | Алберто Рацети | Италија                   | 1:56.82  |       |
| 7.      | 2     | Даија Сето     | Јапан                     | 1:57.21  |       |
| 8.      | 8     | Финлеј Нокс    | Канада                    | 1:57.26  |       |